# Discyphus
Discyphus é um género botânico pertencente à família das orquídeas (Orchidaceae). Foi publicado por Schlechter em Repertorium Specierum Novarum Regni Vegetabilis 15: 417, em 1919. É um gênero monotípico cuja única espécie é o Discyphus scopulariae (Rchb.f.) Schltr., originalmente descrito como Spiranthes scopulariae Rchb.f.. O nome do gênero vem do grego di, dois, e skyphos, xícara, em referência às duas áreas côncavas presentes no estigma de suas flores.
A espécie terrestre, eventualmente rupícola, Discyphus scopulariae,  pode ser encontrada em áreas descontínuas no Panamá e Trinidad, Venezuela e nordeste do Brasil, crescendo em campos abertos e secos, por volta de 500 metros de altitude.
A principal característica distintiva deste gênero, é o fato de apresentar somente uma folha plana, que cresce muito próxima ao solo, caso único dentre as Spiranthinae.